# Remember the Milk
Remember The Milk is een applicatie op het internet waarmee men aan agenda-, tijd- en contactbeheer kan doen. Het staat gebruikers toe om vanaf elke computer taken te beheren met of zonder internetverbinding. De applicatie is ontwikkeld door een Australisch bedrijf.

## Mogelijkheden
Remember the Milk geeft de optie om meervoudige takenlijsten te beheren. Taken die zijn toegevoegd kunnen worden aangepast en locaties kunnen worden toegevoegd door middel van integratie met Google Maps waardoor vaak opgezochte plaatsen worden opgeslagen. Men kan taken ordenen door middel van tags. Daarnaast kunnen taken worden uitgesteld en Remember the Milk informeert gebruikers van het aantal keren dat de taak is uitgesteld.

### Offline toegang
Remember the Milk geeft de gebruikers de mogelijkheid om taken te beheren terwijl ze geen internetverbinding hebben. Voor deze mogelijkheid is de webapplicatie afhankelijk van Gears. Daardoor kan de gebruiker tijdens het herverbinden van de internetverbinding de online data synchroniseren met de data waaraan offline is gewerkt. Gebeurtenissen worden online bewaard in het geval dat de harde schijf kapotgaat. De applicatie ondersteunt daarnaast de mogelijkheid om zijn of haar taken als RSS-feed te weergeven. Ook is er een mogelijkheid om iCalendar (.ics) bestanden te importeren en exporteren. Verscheidene categorieën aan taken kunnen worden toegevoegd en worden gedeeld. Er zijn verscheidene niveaus waarop men permissie kan worden gegeven voor het delen van data met anderen. Daardoor is het mogelijk om samenwerking op te zetten en is het mogelijk om planningen te delen tussen of onder groepen.

### Integratie
Remember the Milk biedt integratie met andere diensten op het internet (eventueel met behulp van Gears):
- iGoogle
- Google Agenda
- NetVibes

### Delen van kalenders
Remember the Milk biedt de mogelijkheid om complexe planningen te creëren. Bijvoorbeeld een gedeelde kalender voor elke ploeg of club, en een aparte voor persoonlijke dingen. De complexiteit zit hem in dat gebeurtenissen op beide kalenders naast elkaar verschijnen in verschillende kleuren in één geïntegreerde kalender.

## Technologie
Remember the Milk draait op een JVM-platform middels Scala, Akka, Netty en Unfiltered.